# استیون وبر (هنرپیشه)
استون وبر (انگلیسی: Steven Weber؛ زادهٔ ۴ مارس ۱۹۶۱) یک بازیگر سینما، و هنرپیشه اهل ایالات متحده آمریکا است. وی از سال ۱۹۸۴ میلادی تاکنون مشغول فعالیت بوده‌است.
از فیلم‌ها یا برنامه‌های تلویزیونی که وی در آن نقش داشته است می‌توان به یک فیلم نسبتاً عجیب و غریب، ترک لاس وگاس، دراکولا، زن سفید مجرد، من یکی و تنها، تکه‌ای از بهشت، زندگی جنسی، روزی که مردم زود بیدار شدم، در نگاه اول، بچه فلامینگو، تفکیک، دما و سال بزرگ اشاره کرد.